# Aserbaidschanischer Fußballpokal 2020/21
Der Aserbaidschanischer Fußballpokal 2020/21 war die 29. Austragung des Pokalwettbewerbs im Fußball in Aserbaidschan. Pokalsieger wurde der FK Keşlə. Das Team setzte sich im Finale gegen den Sumqayıt PFK mit 2:1 durch. Durch den Sieg qualifizierte sich der FK Keşlə für die 2. Qualifikationsrunde der UEFA Europa Conference League 2021/22. 

## Modus
Im Achtelfinale und im Finale wurden die Begegnungen in einem Spiel entschieden. Bei unentschiedenem Ausgang wurde das Spiel verlängert und gegebenenfalls durch Elfmeterschießen entschieden.
Im Viertel- und Halbfinale wurden die Sieger in Hin- und Rückspiel ermittelt. Bei Torgleichstand in beiden Spielen zählte zunächst die größere Zahl der auswärts erzielten Tore; gab es auch hierbei einen Gleichstand, wurde das Rückspiel verlängert und ggf. ein Elfmeterschießen zur Entscheidung ausgetragen. 

## Teilnehmer
| Premyer Liqası (8)                                                                                          | Birinci Divizionu (4)                                              |
| --- | ------------------------------------------------------------------ |
| - FK Keşlə - Neftçi Baku PFK - FK Qarabağ Ağdam - FK Qəbələ - Səbail FK - Sabah FK - Sumqayıt PFK - Zirə FK | - PFK Kəpəz - Qaradağ Lökbatan FK - PFK Turan Tovuz - Zaqatala PFK |

## 1. Runde
In dieser Runde nahmen vier Erstligisten und vier Zweitligisten teil.
| Datum      |                          | Ergebnis |                   |
| ---------- | ------------------------ | -------- | ----------------- |
| 24.01.2021 | Səbail FK (I)            | 3:2      | Zaqatala PFK (II) |
| 25.01.2021 | PFK Turan Tovuz (II)     | 0:2      | FK Qəbələ (I)     |
| 25.01.2021 | Sabah FK (I)             | 1:2      | PFK Kəpəz (II)    |
| 25.01.2021 | Qaradağ Lökbatan FK (II) | 0:4      | Zirə FK (I)       |

## Viertelfinale
Teilnehmer: Die vier Sieger der 1. Runde und vier weitere Erstligisten.
| Datum             |                      | Gesamt    |                | Hinspiel | Rückspiel |
| ----------------- | -------------------- | --------- | -------------- | -------- | --------- |
| 01.02./06.02.2021 | Sumqayıt PFK (I)     | (a)2:2(a) | Səbail FK      | 0:1      | 2:1       |
| 01.02./06.02.2021 | FK Qarabağ Ağdam (I) | 6:1       | FK Qəbələ (I)  | 3:1      | 3:0       |
| 02.02./07.02.2021 | FK Keşlə (I)         | 3:0       | PFK Kəpəz (II) | 1:0      | 2:0       |
| 02.02./07.02.2021 | Neftçi Baku PFK (I)  | 0:1       | Zirə FK (I)    | 0:1      | 0:0       |

## Halbfinale
| Datum             |                  | Gesamt          |                      | Hinspiel | Rückspiel |
| ----------------- | ---------------- | --------------- | -------------------- | -------- | --------- |
| 21.04./29.04.2021 | FK Keşlə (I)     | (a)4:4(a)       | Zirə FK (I)          | 1:2      | 3:2       |
| 21.04./29.04.2021 | Sumqayıt PFK (I) | 0:0 (5:4 i. E.) | FK Qarabağ Ağdam (I) | 0:0      | 0:0 n. V. |

## Finale
| Paarung        | FK Keşlə – Sumqayıt PFK |
| Ergebnis       | 2:1 (1:1) |
| Datum          | 24. Mai 2021 |
| Stadion        | Bank Respublika Arena, Masazır |
| Zuschauer      | Unter Ausschluss der Öffentlichkeit |
| Schiedsrichter | Əliyar Ağayev |
| Tore           | 0:1 Mijuško Bojović (3., Eigentor) 1:1 Şəhriyar Əliyev (37.) 2:1 Mijuško Bojović (57.) |
| FK Keşlə       | Stanislav Namasco – Rafael Məhərrəmli (90.+1' İlkin Qırtımov), Şəhriyar Əliyev , Mijuško Bojović, Azər Salahlı – Rəhman Hacıyev, Tural Axundov, Tounkara Sadio, César Meza Colli – Silvio Júnior (46. Turan Vəlizadə), Anatole Abang Cheftrainer: Sənan Qurbanov |
| Sumqayıt PFK   | Aydın Bayramov – Dschamaldin Chodschanijasow, Elvin Bədəlov, Höccat Haqverdi – Süleyman Əhmədov, Murad Xaçayev, Vüqar Mustafayev , Tellur Mütəllimov (82. Rüfət Abdullazadə) – Xəyal Nəcəfov, Rəhim Sadıxov – Əli Qurbani Cheftrainer: Ayxan Abbasov             |
| Gelbe Karten   | Şəhriyar Əliyev – Dschamaldin Chodschanijasow, Xəyal Nəcəfov, Vüqar Mustafayev |